# Libertad (Misamis Oriental)
Libertad is een gemeente in de Filipijnse provincie Misamis Oriental op het eiland Mindanao. Bij de laatste census in 2007 had de gemeente ruim 11 duizend inwoners.

## Geografie

### Bestuurlijke indeling
Libertad is onderverdeeld in de volgende 9 barangays:
| - Dulong - Gimaylan - Kimalok - Lubluban - Poblacion - Retablo - Santo Niño - Tangcub - Taytayan |

## Demografie
Libertad had bij de census van 2007 een inwoneraantal van 11.038 mensen. Dit zijn 807 mensen (7,9%) meer dan bij de vorige census van 2000. De gemiddelde jaarlijkse groei komt daarmee uit op 1,05%, hetgeen lager is dan het landelijk jaarlijks gemiddelde over deze periode (2,04%). Vergeleken met de census van 1995 is het aantal mensen met 1.780 (19,2%) toegenomen.

De bevolkingsdichtheid van Libertad was ten tijde van de laatste census, met 11.038 inwoners op 22,47 km², 491,2 mensen per km².